# María del Carmen Sánchez Zamora
María del Carmen Sánchez Zamora (Alacant, 13 de juliol de 1982) és una política valenciana, diputada a les Corts Valencianes en la IX legislatura i regidora de l'Ajuntament d'Alacant entre 2019 i 2023.

## Biografia
Vinculada al món de la festa de fogueres, va ser guardonada amb el premi estel del concurs de playbacks i va ostentar tots els càrrecs honorífics a la seua comissió de Rambla de Méndez Núñez. En 2003 va ser bellea i en 2004 va ser triada dama d'honor de la bellea del foc d'Alacant. En 2012 va entrar a la Federació de Fogueres, càrrec que va deixar per la política, ja que son incompatibles.
És llicenciatura en filologia anglesa per la Universitat d'Alacant i des de 2005 ha treballat esporàdicament com a auxiliar administrativa de la Conselleria de Sanitat de la Generalitat Valenciana.
Militant de Ciudadanos, fou la número dos de la llista del partit per l'ajuntament d'Alacant a les eleccions municipals de 2015, però renuncià quan fou escollida diputada a les eleccions a les Corts Valencianes de 2015. Amb la dimissió d'Alexis Marí com a síndic-portaveu del Grup parlamentari de Ciudadanos l'abril de 2017, Mari Carmen Sánchez és nomenada per al càrrec fins al final de la legislatura.
El 2019 torna a la política local com a candidata a l'alcaldia d'Alacant. Sánchez aconsegueix 5 escons al consistori alacantí i s'integra al govern liderat pel Partit Popular (PP) de l'alcalde Luis Barcala. Mari Carmen és nomenada vice-alcaldessa, regidora delegada de turisme i portaveu del govern municipal. Va ser apartada d'aquesta darrera responsabilitat quan durant la crisi de la pandèmia de la Covid-19 l'any 2020, es va difondre un vídeo en que Sánchez anunciava el seu "aborriment" en un context de forta recessió del sector de l'hostaleria i el turisme.
Amb l'ensulsida de Ciutadans, que va perdre la representació a l'ajuntament alacantí a les eleccions de 2023, Mari Carmen Sánchez va donar suport a la candidatura de Barcala (PP) en aquestes i va ser contractada com a assessora a la Federació Valenciana de Municipis i Províncies.